# Malínky
Malínky település Csehországban, Vyškovi járásban. Malínky Brankovice és Kožušice településekkel határos. Lakosainak száma 146 fő (2024. január 1.).

## Népesség
A település lakosságának változását az alábbi diagram mutatja:
| Lakosok száma | 286  | 281  | 298  | 222  | 166  | 137  | 142  | 143  | 130  | 146  |
|               | 1869 | 1900 | 1921 | 1961 | 1980 | 2011 | 2016 | 2019 | 2021 | 2024 |